# The Daily Telegraph (Australien)
 For alternative betydninger, se The Daily Telegraph. (Se også artikler, som begynder med The Daily Telegraph)
The Daily Telegraph er en australsk tabloidavis, der udgives i Sydney, New South Wales af Nationwide News, der er et datterselskab af News Corporation. Oplaget er 409.000 (2004), og avisen er således den største i Sydney.
Avisen blev grundlagt i 1879. I 1990 fusionerede den med eftermiddagsavisen The Daily Mirror til The Daily Telegraph-Mirror, der både udkom i en morgen- og eftermiddagsudgave. Senere er eftermiddagsudgaven lukket. I 1996 fik sit nuværende navn. Politisk er avisen højreorienteret.